# Nationalisme indonésien
Le nationalisme indonésien est un mouvement fondamentalement lié à l'idée de nation indonésienne ; il a la particularité d'avoir été lancée par des groupes indépendantistes (vis-à-vis des colons occidentaux) d'inspiration communiste, qui fondèrent l'Indonésie telle qu'on la connaît aujourd'hui, puis d'avoir été repris par le pouvoir fasciste après l'indépendance.

## Histoire

### Les origines
En 1928, dans ce qui était encore les Indes néerlandaises, des associations d'étudiants et de jeunes indigènes se réunissent en congrès et prononcent « le serment de la jeunesse » (Sumpah Pemuda) par lequel ils déclarent adopter trois idéaux : une nation, la nation indonésienne (Bangsa Indonesia) ; une langue, l'indonésien (Bahasa Indonesia); une patrie, l'Indonésie (Tanah Air Indonesia). C'est la première déclaration formelle d'un projet de nation indonésienne. En ce sens, on peut dire que c'est là l'acte de naissance formel du nationalisme indonésien.
En ce qui concerne les événements, certains historiens considèrent que l'insurrection déclenchée en décembre 1925 par le Parti communiste indonésien (PKI) est la première expression en actes du mouvement nationaliste indonésien. Bien qu'elle fût un échec, avec l'arrestation de quelque 13 000 militants et l'emprisonnement de 4 500 personnes, cette insurrection pose en effet désormais la question des idées sur lesquelles doit reposer la lutte contre le régime colonial hollandais.
Le mouvement national indonésien est donc à la fois, un indépendantisme et une idéologie affirmant l'existence d'une nation indonésienne.
Il se distingue en cela de deux mouvements nés avant lui :
- d'une part, le Boedi Oetomo (Budi Utomo dans son orthographe actuelle) ou "intelligence suprême", fondé en 1908 par des membres de la petite noblesse javanaise (les priyayi) avec comme ambition la construction d'une modernité à partir de la culture javanaise,
- d'autre part, le Sarekat Islam, fondé en 1911 par des marchands de batik musulmans de Java.

La date de la fondation du Budi Utomo est célébrée comme "jour du réveil national" en Indonésie. On voit qu'en réalité, ses objectifs concernaient d'abord la petite noblesse javanaise, et non l'ensemble des populations soumise au pouvoir colonial hollandais.
Bientôt, les différents dirigeants politiques indigènes se rendent compte de ce qu'ils ont en commun, et raisonnent en termes de lutte pour l'indépendance des différentes populations des Indes néerlandaises et pour la création d'une patrie indonésienne.
Le combat pour l'indépendance est désormais marquée par l'opposition entre les "nationalistes" qui luttent pour l'indépendance d'une nation indonésienne hors de toute référence ethnique, raciale ou religieuse, et certains milieux musulmans, qui aspirent à un État où les musulmans seraient soumis à la sharia.
Cet antagonisme trouve un compromis dans la rédaction de la Charte de Jakarta (en indonésien Piagam Jakarta) approuvée le 22 juin 1945 par un "comité pour l'investigation sur les efforts de préparation de l'indépendance de l'Indonésie" (en japonais Dokuritsu Junbi Chôsakai) fondé le 29 avril 1945 par le lieutenant général Keimakichi Harada, commandant de la 16e Armée japonaise à Java.
Cette charte faisait entre autres obligation aux musulmans d'observer la shariah. Cette référence à l'islam et la sharia sera supprimée dans le préambule de la constitution rédigée en août 1945.

### Après l'indépendance
À la suite du mouvement du 30 septembre, le général Suharto arrive au pouvoir comme défenseur de l'unité nationale ; il réalise une purge des opposants politiques avec les forces armées indonésiennes, mais aussi un ensemble de factions issues de la société civile, et en particulier d'organisations de la jeunesse, comme l'Ansor, issu du mouvement islamique Nahdlatul Ulama, et Pemuda Pancasila, alors lié au Golkar.
Ces factions existent toujours aujourd'hui, Pemuda Pancasila revendique trois millions d'adhérents et a fondé son propre parti, séparé du Golkar, le Partai Patriot.